# Ozrem
Ozrem (cyr. Озрем) – wieś w Serbii, w okręgu morawickim, w gminie Gornji Milanovac. W 2011 roku liczyła 250 mieszkańców.